# شاردنبرگ
شاردنبرگ (به آلمانی: Schardenberg) یک منطقهٔ مسکونی در اتریش است که در ناحیه شاردینگ واقع شده‌است. شاردنبرگ ۳۱٬۵۹ کیلومتر مربع مساحت دارد ۵۴۳ متر بالاتر از سطح دریا واقع شده‌است.